# Pleioplana californica
Pleioplana californica är en plattmaskart som först beskrevs av Plehn 1897.  Pleioplana californica ingår i släktet Pleioplana och familjen Pleioplanidae. Inga underarter finns listade i Catalogue of Life.